# 616
616(육백십육)은 615보다 크고 617보다 작은 자연수다.

## 수학
- 합성수로, 그 약수는 총 16개다. (1, 2, 4, 7, 8, 11, 14, 22, 28, 44, 56, 77, 88, 154, 308, 616)
  - 616의 진약수의 합은 824이므로, 616은 과잉수다.
- 회문수다.
- 16번째 칠각수다. 앞의 칠각수는 540, 다음은 697이다.
- 11번째 십삼각수다. 앞의 십삼각수는 505, 다음은 738이다.
- {\displaystyle 616=5^{4}-3^{2}}
- {\displaystyle 43^{2}-1}은 616으로 나누어떨어진다.

## 과학
- NGC 616: 삼각형자리 방향에 있는 쌍성으로, NGC 천제 목록의 유일한 쌍성.
- 616 엘리(영어판): 소행성.

## 교통

### 철도
- 서울 지하철 6호선 새절역의 역번호.

### 도로
- 616번 지방도: 충청남도 홍성군 금마면 죽림리에서 아산시 송악면까지 이어지는 대한민국의 지방도.
- 현도 제616호선

## 군사
- U-616(영어판): 제2차 세계 대전에 사용된 나치 독일의 군용 잠수함.

## 문화유산
- 대한민국의 보물 제616호: 영천향교 대성전

## 기타
- 날짜: 6월 16일
- 연도: 616년, 기원전 616년
- E하루616 디지털 유산 어워드
- 666과 더불어 짐승의 숫자로 여겨지는 숫자다.

## 같이 보기
- 수비학